# 長孫操
長孫 操（ちょうそん そう、生没年不詳）は、唐代の官僚。字は元節。本貫は河南郡洛陽県。

## 経歴
北周の薛国公長孫覧の子として生まれた。武徳年間、陝東道大行台金部郎中となり、陝州刺史として出向した。陝州の東から水を引いて城に入れると、民衆は長くこれを利用した。貞観年間、長孫操は洺州刺史・益州都督府長史・揚州都督府長史を歴任し、いずれも善政で知られた。貞観23年（649年）、子の長孫詮が太宗の娘の新城公主を妻に迎えると、長孫操は岐州刺史に任じられた。永徽初年、金紫光禄大夫の位を加えられ、楽寿県男の爵位を受けた。ほどなく死去した。吏部尚書・并州都督の位を追贈された。諡は安といった。

## 伝記資料
- 『旧唐書』巻183 列伝第133
- 『新唐書』巻105 列伝第30